# Sören Kam

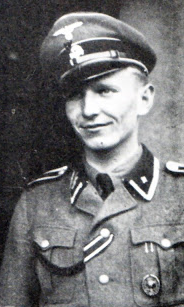
Sören Kam

Sören Kam (eigentlich dänisch Søren Kam, * 2. November 1921 in Kopenhagen; † 23. März 2015 in Kempten (Allgäu)) war ein Angehöriger der dänischen SS-Einheiten.
Kam tötete 1943 zusammen mit zwei Helfern einen dänischen Journalisten; jedoch wurde – nach dem Zweiten Weltkrieg – die Auslieferung zur Strafverfolgung nach Dänemark mehrmals abgelehnt. Im Februar 2007 wurde bekannt, dass sich Kam auch an der Verfolgung dänischer Juden beteiligt hatte. Auf der Operation Last Chance
-Fahndungsliste des Simon Wiesenthal Centers war er der fünftmeist gesuchte NS-Kriegsverbrecher.

## Leben

### Zweiter Weltkrieg
Zum 18. Juni 1940 meldete sich Kam freiwillig zur Waffen-SS (SS-Nummer 456.059). In der 5. SS-Panzer-Division „Wiking“ diente er an der Ostfront im Krieg gegen die Sowjetunion, wo er mit dem Ritterkreuz des Eisernen Kreuzes, dem Eisernen Kreuz 1. und 2. Klasse, dem Infanteriesturmabzeichen und der Nahkampfspange ausgezeichnet wurde. Er war ferner Träger des Verwundetenabzeichens. Zum 30. Januar 1945 wurde er zum SS-Obersturmführer befördert, was einem Oberleutnant des Heeres entspricht.
In Dänemark war Kam 1943 Mitgründer der nach Christian Frederik von Schalburg benannten Kollaborations-Miliz „Schalburgkorps“, das gegen den dänischen Widerstand gerichtete Terror- und Vergeltungsaktionen vornahm. Kam leitete als SS-Obersturmführer die SS-Schule „Schalburg“ in Kopenhagen, die als Einrichtung für dänische SS-Freiwillige galt. Die sogenannte „Peter-Gruppe“ innerhalb des Korps, der auch Kam angehörte, galt als wohl berüchtigtste Todesschwadron gegen Oppositionelle. Am 30. August 1943 tötete Kam mit zwei Kameraden der Waffen-SS – Jørgen Valdemar Bitsch und Knud Flemming Helweg-Larsen – in Lyngby bei Kopenhagen den dänischen Journalisten Carl Henrik Clemmensen. Die Tat war Teil einer „Säuberungsaktion“, bei der die deutschen Besatzer und ihre Kollaborateure im Herbst 1943 mindestens 125 Menschen ermordeten. Clemmensen wurde bis zu seiner Wohnung verfolgt und dann mit acht Pistolenschüssen getötet. Der Anlass dafür war, dass Clemmensen – während der deutschen Besatzung Reporter der Berlingske Tidende – kurz zuvor einem Kollegen der Nazi-Tageszeitung Fædrelandet zufällig in einem S-Bahnhof über den Weg gelaufen war, vor diesem ausspuckte und ihn als Landesverräter beschimpfte.
Die nachfolgende Septemberausgabe der illegalen Widerstandszeitung De frie Danske (Die freien Dänen) proklamierte Flemming Helweg-Larsen und Søren Kam als „Schalburg-Banditen“ und Mörder von Carl Henrik Clemmensen. 1944 schrieb die Juniausgabe über eine Frau, sie habe „Nazifreunde wie die Mörder von Carl Henrik Clemmensen, nämlich Flemming Helweg-Larsen und Søren Kam“.

#### Beteiligung am Holocaust
Am 7. Februar 2007 wurde durch Efraim Zuroff bekannt, dass Kam auch an der Gefangennahme der dänischen Juden beteiligt gewesen sei. Kam habe durch einen Raubüberfall Namen und Adressen aller dänischen Juden besorgt, kurz bevor die deutsche Polizei im Oktober 1943 diese festzunehmen versuchte.
Im August 1943 sei Kam als Soldat der Waffen-SS an einem Raub beteiligt gewesen, bei dem die Verzeichnisse der jüdischen Gemeinde in Kopenhagen gestohlen wurden. Damit habe er sichergestellt, dass die deutsche Polizei die Juden so vollständig wie möglich registrieren konnte, bevor die Verhaftungskampagne begann.
Die Mehrheit der dänischen Juden konnte rechtzeitig in Sicherheit nach Schweden gebracht werden (siehe Rettung der dänischen Juden); 481 wurden jedoch festgenommen und ins KZ Theresienstadt gebracht, wo 54 von ihnen gestorben sind.

### Nach 1945
Helweg-Larsen wurde 1946 als einziger der drei Tatbeteiligten zum Tode verurteilt und hingerichtet, während Bitsch und Kam verschwanden. Kam emigrierte in die Bundesrepublik Deutschland, wo er jahrelang unter falschem Namen lebte. 1956 erhielt Kam die deutsche Staatsbürgerschaft.
Mehrmals forderten dänische Behörden die Auslieferung Kams, um in einem Strafverfahren gegen ihn zu ermitteln. 1968 wurde von der Staatsanwaltschaft München II ein Ermittlungsverfahren gegen Kam eingeleitet. Dieser bestritt nicht, auf Clemmensen geschossen zu haben, beteuerte aber, dass Helweg-Larsen zuerst gefeuert und er nur „als ein Akt solidarischer Haltung“ abgedrückt habe, als Clemmensen schon tot am Boden lag. 1971 wurde das Verfahren deshalb aus Mangel an Beweisen wieder eingestellt. Kam fand eine Arbeit als Verkaufsleiter einer Brauerei in Kempten im Allgäu, wo er bis zu seinem Tod am 23. März 2015 im Alter von 93 Jahren, zwei Wochen nachdem seine deutsche Ehefrau gestorben war, lebte.

### Auslieferungsbemühungen nach 1995
1995 geriet Kam in die Schlagzeilen, als er in Kärnten am Ulrichsbergtreffen der Veteranen der Waffen-SS in Krumpendorf teilnahm. Bei dieser jährlich stattfindenden Versammlung, an der regelmäßig auch Jörg Haider und Gudrun Burwitz (Heinrich Himmlers Tochter) teilnahmen, wurde Kam gefilmt. Bei einer Ausstrahlung des Filmberichts in der ARD wurde Kam von dänischen Zuschauern erkannt.
1997 tauchte in Dänemark der Obduktionsbericht des Ermordeten wieder auf. Aus diesem geht hervor, dass alle acht abgefeuerten Kugeln den Journalisten fast gleichzeitig trafen, als dieser noch aufrecht stand. Am 3. August 1998 revidierte Kam deshalb seine Aussage und gab zu, auf den noch stehenden Clemmensen geschossen zu haben, berief sich aber auf Nothilfe. Da ein Europäischer Haftbefehl in Deutschland nicht wie in Dänemark rückwirkend in Kraft gesetzt werden kann, wurde Kam auch 2005 nach einer Entscheidung des Bundesverfassungsgerichtes über die Gültigkeit des deutschen Ausführungsgesetzes zum EU-Haftbefehl nicht ausgeliefert.
Am 20. September 2006 wurde Kam an seinem Wohnsitz festgenommen, nach der Vorführung beim Amtsgericht Kempten in die Justizvollzugsanstalt München gebracht, jedoch bereits am 12. Oktober wieder entlassen. Die Entscheidung darüber, ob die Auslieferung an die dänische Justiz zulässig wäre, wurde vom Oberlandesgericht München zunächst vertagt. Im Februar 2007 entschied das Gericht, dass der Tatbestand nicht als Mord, sondern als Totschlag zu werten und damit verjährt sei. Eine Sprecherin des Gerichts erklärte, dass der Beschluss sich auf Kams Erklärungen gründe.
Nachdem im Februar 2007 Kams Beteiligung an der Judenverfolgung in Dänemark bekannt geworden war, rief Efraim Zuroff vom Simon Wiesenthal Center Dänemark dazu auf, die Forderung nach Auslieferung zu wiederholen. Justizministerin Lene Espersen gab am 8. Februar 2007 bekannt, sie werde die neuen Informationen der Kopenhagener Polizei übergeben, die zur eventuellen Wiederaufnahme der Sache Stellung nehmen müsse.

## Diskussion in Dänemark
Seit den 1990er Jahren, als neue Auslieferungsbemühungen vorgenommen wurden, fand in Dänemark eine Diskussion über die Berechtigung eines Gerichtsverfahrens statt. Dabei wurde von einigen betont, man müsse den alten Mann nicht wegen des vor 60 Jahren stattgefundenen Delikts verfolgen, während andere der Meinung waren, die dänische Regierung hätte die Sache nicht so lange ruhen lassen sollen.

## Film

### Min morfars morder
2004 drehte der Regisseur Søren Fauli den Dokumentarfilm Min morfars morder („Der Mörder meines Großvaters“). Fauli, selbst ein Enkelkind des ermordeten Clemmensen, sucht Kam auf mit dem Vorhaben, eine Versöhnung durchzuführen. Die Mutter des Regisseurs und Tochter des ermordeten Journalisten, Mona Clemmensen, stellt sich dem Vorhaben eher kritisch gegenüber, gibt aber am Ende zu, ein Teil ihres Schmerzes sei durch diese Wiederbearbeitung gelöst worden. Der Film befasst sich mit keinem juristischen oder historischen Aspekt, sondern widmet sich dem Menschlichen-Existentiellen. Einige kritisierten den Film jedoch als naiv, da die Versöhnung einseitig von Seiten der Opfer ausgehe.